# David Currie, Baron Currie of Marylebone
David Currie (Streatham, 9 dicembre 1946) è un economista e dirigente pubblico inglese.

## Biografia

### Infanzia, educazione e carriera accademica
Currie è nato a Streatham, nel sud di Londra, e ha frequentato la Battersea Grammar School. Ha conseguito una laurea con lode in matematica presso l’Università di Manchester e un master in Pianificazione Economica Nazionale all’Università di Birmingham, dopo il quale ha ottenuto un incarico come economista presso Hoare Govett.
Nel 1972 ha assunto il ruolo di docente presso il Queen Mary College dell’Università di Londra, dove ha poi ottenuto la cattedra di professore di economia. In seguito ha trascorso dodici anni alla London Business School, dove nel 1988 è stato nominato professore di economia.
Nel 1992, Currie divenne uno dei cosiddetti "sei saggi" che fornivano consulenza in materia economica al Ministero del Tesoro del governo conservatore, come membro del Panel of Independent Forecasters (Comitato di Previsori Indipendenti), incarico che ha ricoperto per tre anni. Dal 1993 al 1997, Currie è stato direttore e presidente del comitato esecutivo del gruppo Charter88.
Il 1º ottobre 1996 è stato nominato pari a vita e siede come membro indipendente alla Camera dei Lord. Il suo titolo è stato registrato come Barone Currie of Marylebone, di Marylebone nella Città di Westminster.

### Cass Business School
Nel 2001, Currie è stato nominato Preside della Business School della City University. Ha ottenuto una donazione dalla Sir John Cass Foundation e, l’anno successivo, la scuola ha cambiato nome in Sir John Cass Business School, si è trasferita in una sede più grande, ha investito in nuove strutture e ha assunto personale accademico per offrire nuovi programmi ampliati.

### Ofcom
Nel luglio 2002, la Ministra della Cultura Tessa Jowell nominò Currie primo presidente del neocostituito Office of Communications (Ofcom), che accorpava le responsabilità di cinque diversi enti regolatori precedenti:
- Broadcasting Standards Commission
- Independent Television Commission
- Office of Telecommunications (Oftel)
- Radio Authority
- Radiocommunications Agency

Nel 2007, Jowell rinnovò il suo incarico per altri due anni. Tra i principali risultati ottenuti durante la sua presidenza ci sono la revisione strategica delle telecomunicazioni, che portò alla rapida separazione delle linee telefoniche BT, e l’uso del libero mercato per l’assegnazione delle frequenze radio tramite aste. Nel ottobre 2004, durante la Fleming Memorial Lecture tenuta presso la Royal Television Society, Currie avvertì i broadcaster britannici dell’arrivo di una “eruzione vulcanica” di nuove tecnologie, che avrebbe comportato “una sfida senza precedenti per la trasmissione televisiva lineare tradizionale”. Nel 2009 il mandato prorogato di Currie giunse al termine, e fu sostituito da Colette Bowe.

### Altri incarichi
Currie è stato membro del consiglio dell’Autorità per i Mercati del Gas e dell’Elettricità dal 2000 al 2002. Dal 2004 è direttore della Dubai Financial Services Authority. Nel 2011, ha pubblicato un rapporto sulle riforme di alcuni aspetti della procedura di approvvigionamento di attrezzature per il Ministero della Difesa del Regno Unito. Le sue proposte sono state sostenute in un libro bianco, Better Defence Acquisition, pubblicato nel giugno 2013, e sono state utilizzate come base per la Parte 2 del Defence Reform Act 2014. In seguito allo scandalo delle intercettazioni telefoniche di News International, il 20 luglio 2011, Currie è stato nominato membro del comitato consultivo del Leveson Inquiry, incaricata di esaminare la cultura, le pratiche e l’etica della stampa britannica.
Currie ha inoltre ricoperto incarichi nei consigli di amministrazione di:
- Abbey National (2001–2002)
- BDO International (2008–2012)
- Royal Mail (2009–2012)
- IG Group (2010–2012)
- Presidente di Semperian (2008–2012)
- London Philharmonic Orchestra (2007–2012)
- Joseph Rowntree Reform Trust (1989–2002)

### Competition and Markets Authority
Nel luglio 2012, Currie è stato nominato presidente designato della Competition and Markets Authority (CMA), che ha iniziato a operare il 1º aprile 2014. Ha illustrato la sua visione per l’Autorità in una conferenza tenuta alla Law Society nel novembre 2012. Nel 2012, si è dimesso da tutti gli incarichi direttivi in società commerciali con sede nel Regno Unito per evitare conflitti di interesse, percependo uno stipendio annuale dalla CMA compreso tra £180.000 e £184.999, il che lo rendeva, a settembre 2015, uno dei 328 dipendenti pubblici britannici più pagati.

## Onorificenze

### Riconoscimenti
Nel 1997, Currie è stato nominato membro onorario della Queen Mary University of London, e nel 1998 ha ricevuto un dottorato honoris causa in Lettere (DLitt) dall’Università di Glasgow. Nel 2012 gli è stato conferito un dottorato honoris causa in Scienze  dalla City University, e nel 2014 un dottorato honoris causa dall’Università dell’Essex.